# Casa lui Stenkil
Casa lui Stenkil a fost o dinastie suedeză care a deținut tronul Suediei din 1060 până în 1125. Este posibil ca aceștia să fie originari din Västergötland.

## Conducătorii Suediei din Casa lui Stenkil

### Stenkil al Suediei
El a susținut creștinizarea Suediei și a cooperat cu episcopii din Arhiepiscopia de Hamburg-Bremen. Cu toate acestea, atunci când Adalvard cel Tânăr a vrut să distrugă Tempul de la Uppsala, Stenkil i-a oprit planurile, temându-se de insurgențele păgânilor. Temerile au fost, probabil, motivate. Conform povestirilor Hervarar, fiul lui Stenkil, Inge cel Bătrân al Suediei a fost demis și exilat pentru că dorise să anuleze sacrificiile păgâne din templu.
Stenkil a locuit în principal în Västergötland unde a fost mult timp amintit ca regele care a iubit Geatsul de Vest mai mult decât ceilalți supuși ai săi și se lăuda a fi un arcaș măreț.

### Halsten Stenkilsson al Suediei
Nu se cunosc foarte multe despre viața sa. În lucrarea lui Adam de Bremen, el este raportat că ar fi fost ales rege după moartea celor doi pretendenți, însă a fost demis după o scurtă perioadă de timp. El a condus, împreună cu fratele său, Inge și au avut un sprijin printr-o scrisoare papală în 1081, de la Papa Grigore al VII-lea, care se referă la cei doi prinți prin inițialele A și I, și unde sunt numiți regii Västergötland. Cu toate acestea, regele A ar putea fi Håkan cel Roșu. Co-guvernarea sa împreună cu fratele său este menționată și în legenda Hervarar. El este văzut ca un rege politicos și vesel și ori de câte ori îi era prezentat un caz, el judeca corect, fapt pentru care suedezii i-au jelit moartea. El a fost tatăl co-guvernatorilor Philip Halstensson al Suediei și Inge cel Tânăr al Suediei. 

### Håkan cel Roșu al Suediei
Håkan cel Roșu a fost regele Suediei, guvernând pentru aproape un deceniu în prima jumătate a secolului al XI-lea. Se cunosc puține informații despre el și de cele mai multe ori sunt contradictorii. Nu se cunoaște nimic despre guvernarea sa.
În ciuda contradicțiilor dintre surse, poziția lui Håkan ca succesor al lui Stenkil în linia regilor suedezi este în general acceptată ca fiind corectă. El ar fi domnit de la 1070, în unele zone din Suedia și din 1075 în Uppsala. 

### Inge cel Bătrân al Suediei
Inge cel Bătrân (decedat în 1105) a fost regele Suediei. A fost fiul lui Stenkil al Suediei și a unei prințese suedeze. El a împărțit domnia cu fratele său mai mare, Halsten Stenkilsson al Suediei, însă se cunosc puține detalii despre guvernarea lui Inge. 
În 1084, Inge a fost forțat de către suedezi să abdice pentru lipsa sa de respect asupra tradițiilor vechi și pentru refuzul său de a administra obictul păgân al lui Blot. 
În jurul anului 1100, Inge și regina Elena au fondat Abația Vreta lângă actualul Linköping în Östergötland. Abația găzduia prima mănăstire de călugărițe din Suedia și este una dintre cele mai vechi din Scandinavia. Abația a aparținut ordinului benedictin și a fost înființată la ordinele Papei Pascal al II-lea.

### Philip Halstensson al Suediei
Philip Halstensson a fost regele Suediei din 1105 până în 1118 și a fost fiul lui Halsten Stenkilsson al Suediei.
Philip și fratele lui, Inge cel Tânăr al Suediei au domnit împreună din 1105 până în 1110, în calitate de succesori ai unchiului lor, Inge cel Bătrân al Suediei. 
Potrivit legendelor Hervarar, el a guvernat pentru scurt timp și a fost căsătorit cu Ingigerd, fiica lui Harald Hardrada.

### Inge cel Tânăr al Suediei
Inge cel Tânăr a fost regele Suediei din 1110 până în 1125 și a fost fiul lui Halsten Stenkilsson al Suediei. Inge a guvernat împreună cu fratele său Philip Halstensson al Suediei după moartea unchiului lor Inge cel Bătrân al Suediei.
Unele surse spun că după moartea lui Philip, Inge a domnit ca singurul rege din Suedia, însă data morții sale este necunoscută. Potrivit unor legende, Inge a fost otrăvit în Östergötland. 
Este raportat că el a fost căsătorit cu Ulvhild Håkansdotter, care a fost fiica norvegianului Haakon Finnsson și care, mai târziu avea să se căsătorească cu regele danez Nils Svensson și cu regele suedez Sverker cel Bătrân.